# دانشگاه آزاد القدس
دانشگاه آزاد القدس (عربی: جامعة القدس المفتوحة) یک دانشگاه دولتی مستقل در فلسطین است. این دانشگاه با حکمی از سوی سازمان آزادی‌بخش فلسطین (ساف) در امان، اردن تأسیس شد و از سال ۱۹۹۱ در فلسطین شروع به کار کرد.
دانشگاه آزاد القدس نخستین مؤسسه آموزش آزاد در سرزمین‌های فلسطین است. این مؤسسه ۶۰٫۰۰۰ دانشجو دارد که در ۱۹ شعبه و مرکز در سراسر کرانه باختری و نوار غزه پراکنده‌اند.

## دانشکده‌ها
دانشگاه آزاد القدس دارای دانشکده تحصیلات تکمیلی است که در رشته‌های زیر مدرک کارشناسی ارشد اعطا می‌کند:
- زبان و ادبیات عربی.
- راهنمایی روانشناختی و آموزشی.

این دانشگاه دارای هفت دانشکده است برای کارشناسی است:
- فناوری و علوم کاربردی
- کشاورزی
- توسعه اجتماعی و خانوادگی
- علوم اداری و اقتصادی
- رسانه
- هنرها
- آموزش

این دانشگاه برنامه‌های خود برای ایجاد دانشکده تحصیلات تکمیلی در آینده را نزدیک اعلام کرده‌است.

## مراکز دانشگاه
دانشگاه آزاد القدس دارای شش مرکز واقع در فلسطین به شرح زیر است:
- مرکز فناوری اطلاعات و ارتباطات (ICTC) با هدف توسعه فنی، هوشمندسازی کلیه کارهای اداری، دانشگاهی، مالی و تولیدی دانشگاه است.[۴]
- مرکز آموزش مداوم (CEC) که برای ایجاد ارتباط بین دانش علمی و تجربه عملی ایجاد شده‌است.[۵]
- مرکز تولید رسانه (MPC): این مرکز وظیفه تولید چندرسانه ای آموزشی برای پشتیبانی از فلسفه آموزش از راه دور را دارد. این مرکز از صوت و تصویر، واحد ویرایش ویدئو، گرافیک و فیلمبرداری استفاده می‌کند.[۶]
- مرکز یادگیری باز (OLC): یک مرکز آموزشی/فنی در دانشگاه آزاد القدس است که در سال ۲۰۰۸ تأسیس شده‌است.[۷]
- مرکز سنجش و ارزیابی آموزش‌هایی را برای ارزیابی و توسعه آزمون‌ها و فرایندهای ارزیابی انجام می‌دهد.[۸]
- مرکز آینده پژوهی و ارزیابی نظرات.

## دستاوردها
- کانال آموزشی القدس، جدیدترین روش آموزشی دانشگاه آزاد القدس در زمینه یادگیری الکترونیکی.
- دستورالعمل‌های ابتکاری تجارت عصر با کیفیت طلایی قرن (BID) در سال ۲۰۱۵.[۹][۱۰]
- افتتاح دانشکده تحصیلات تکمیلی ۲۰۱۵–۲۰۱۶
- افتتاح دانشکدهٔ تخصصی رسانه
- افزایش تعداد دانشجویان به ۶۰٫۰۰۰ که آن را به بزرگترین دانشگاه غیرپردیسی فلسطین تبدیل کرد.
- افتتاح ۱۹ شعبه و مرکز مطالعه
- ایجاد بزرگترین شبکه رایانه ای در فلسطین که یک مرکز آزمایش معتبر برای گواهینامه‌های بین‌المللی تخصصی است. همچنین بیشتر سیستم‌ها و برنامه‌های درسی خود را به صورت رایانه ای در اختیار دارد. این شبکه، مشارکتی با دروازهٔ توسعه فلسطین، توسط برنامه کمک به مردم فلسطین، و بخشی از برنامه توسعه سازمان ملل تأمین شد.[۱۱]

## عضویت دانشگاه آزاد القدس در اتحادیه‌های آموزشی عرب و بین‌المللی
- انجمن دانشگاه‌های عربی
- فدراسیون دانشگاه‌های جهان اسلام
- شورای بین‌المللی آموزش از راه دور
- انجمن دانشگاه‌های آزاد آسیا
- سازمان فضای دیجیتال باز برای مدیترانه

این دانشگاه پس از آنکه دانشجویان دانشگاه گلداسمیت لندن در حمایت از حق تحصیل فلسطینی‌ها تصویب کردند با اتحادیه دانشجویی گلداسمیت در لندن، انگلستان دوقلو شد. دانشجویان دانشگاه گلداسمیت یک کمپین دوقلوسازی برای «دوقلو کردن» دانشگاه خود با القدس و تأمین دو بورسیه تحصیلی برای دو نفر از دانشجویان دانشگاه آزاد قدس در دوره‌های گلداسمیت راه اندازی کرده‌اند. در ماه مه ۲۰۰۸، رئیس امور دانشجویی القدس، از گلداسمیت بازدید کرد و یک هفته را با دانشجویان و کارمندان آن سپری کرد.